# Selena Rose
Pour les articles homonymes, voir Rose.
Selena Rose (aussi connue sous le nom de Sasha Bleu), est une actrice de films pornographiques américaine d'origine cubaine. Elle est née le 7 août 1990 à Las Vegas au Nevada (États-Unis) et a grandi à Miami en Floride (États-Unis),.
Elle a été nommée pour un AVN Award de la Meilleure nouvelle Starlette en 2012 et a reçu la récompense XBIZ Award de la Meilleure scène lesbienne en 2013 pour son film Mother and Daughter (Digital Playground).

## Filmographie
| Titre du Film              | Studio                      | Année | Commentaire                           |
| -------------------------- | --------------------------- | ----- | ------------------------------------- |
| Beat Tha Pussy Up 4        | Justin Slayer International | 2010  | Ejaculation Faciale                   |
| Cheater                    | Digital Playground          | 2010  | Ejaculation Faciale                   |
| Jack's POV 17              | Digital Playground          | 2010  | Ejaculation Faciale Crane Rasé        |
| Keep It Right There 5      | Justin Slayer International | 2010  |                                       |
| Latin Girlfriends          | Evasive Angles              | 2010  | Lesbien                               |
| Lingerie Kittens           | Justin Slayer International | 2010  | Lesbien                               |
| Naughty Neighbors 1        | Score                       | 2010  | Ejaculation Faciale                   |
| Piped Pixies               | Score                       | 2010  |                                       |
| True Glamour Experience    | Justin Slayer International | 2010  |                                       |
| 7 Minutes in Heaven        | Digital Playground          | 2011  | Ejaculation Faciale Crane Rasé        |
| 8th Street Latinas 17      | Pulse Distribution          | 2011  | Crane Rasé                            |
| Escaladies                 | Digital Playground          | 2011  | Ejaculation Faciale Crane Rasé        |
| Escaladies 2               | Digital Playground          | 2011  | Crane Rasé                            |
| Escort (II)                | Digital Playground          | 2011  | Ejaculation Faciale                   |
| Foreigner                  | Digital Playground          | 2011  | Ejaculation Faciale Crane Rasé        |
| Home Wrecker 1             | Digital Playground          | 2011  | Ejaculation Faciale et Squirt         |
| Honey Cunnies 1            | Score                       | 2011  | Masturbation Seulement                |
| Prom                       | Digital Playground          | 2011  | Ejaculation Faciale                   |
| Sex and Corruption 1       | Digital Playground          | 2011  | Ejaculation Faciale Crane Rasé        |
| Sneaking Around            | Digital Playground          | 2011  | Ejaculation Faciale Squirt Crane Rasé |
| Top Guns                   | Digital Playground          | 2011  | Ejaculation Faciale Crane Rasé        |
| Bad Girls 8                | Digital Playground          | 2012  | Ejaculation Faciale Crane Rasé        |
| Code of Honor              | Digital Playground          | 2012  | Crane Rasé                            |
| Cool Crowd                 | Digital Playground          | 2012  | Ejaculation Faciale Crane Rasé        |
| Faking It                  | Digital Playground          | 2012  | Ejaculation Faciale Crane Rasé        |
| Hit the Road               | Digital Playground          | 2012  | Ejaculation Faciale Crane Rasé        |
| Mothers and Daughters      | Digital Playground          | 2012  | Ejaculation Faciale                   |
| Nurses 2                   | Digital Playground          | 2012  | Ejaculation Faciale Crane Rasé        |
| Odd Jobs                   | Digital Playground          | 2012  | Ejaculation Faciale Crane Rasé        |
| Please Don't Tell          | Digital Playground          | 2012  |                                       |
| Self Pic                   | Digital Playground          | 2012  | Ejaculation Faciale                   |
| Sexy Selena Rose           | Digital Playground          | 2012  | Ejaculation Faciale Crane Rasé        |
| Blind Date                 | Digital Playground          | 2013  | Ejaculation Faciale Crane Rasé        |
| Cock Always Finds Its Home | Brazzers Network            | 2013  | Ejaculation Faciale Crane Rasé        |
| Hypnosis                   | Digital Playground          | 2013  |                                       |
| Jack Attack 2              | Digital Playground          | 2013  |                                       |
| Jack Attack 6              | Digital Playground          | 2013  |                                       |
| La Boutique                | Digital Playground          | 2013  | Ejaculation Faciale                   |
| My Sister's Husband        | Digital Playground          | 2013  | Ejaculation Faciale                   |
| Secret Sleepover           | Digital Playground          | 2013  |                                       |
| Sexy Citizen               | Digital Playground          | 2013  | Ejaculation Faciale Crane Rasé        |
| She Looks Like Me          | Digital Playground          | 2013  |                                       |
| Special Delivery           | Digital Playground          | 2013  |                                       |
| Troublemakers              | Digital Playground          | 2013  |                                       |
| Diary of a Perv            | Digital Playground          | 2014  |                                       |
| Erotico 2                  | Digital Playground          | 2014  | Ejaculation Faciale Crane Rasé        |
| Luscious Latinas           | babes.com                   | 2014  | Crane Rasé                            |
| Pornstars Like It Big 19   | Brazzers                    | 2014  |                                       |
| Ride or Die                | Digital Playground          | 2014  |                                       |
| Three's Cumpany            | Digital Playground          | 2014  | Compilation                           |
| Angels and Devils          | Hustler Video               | 2015  | Lesbien                               |
| Banging Beauties 2         | Evil Angel                  | 2015  | Ejaculation Faciale Crane Rasé        |
| Forbidden Fruit            | Digital Playground          | 2015  |                                       |
| Latin Asses                | Mile High                   | 2015  | Ejaculation Faciale Crane Rasé        |
| Mandingo Massacre 11       | Jules Jordan                | 2017  | Interacial                            |